# NK Međugorje
NK Međugorje je hrvatski nogometni klub iz Međugorja, Bosna i Hercegovina.

## Povijest
Klub je osnovan 1988. godine. Seniorska ekipa se u sezoni 2009./10. natjecala u Drugoj ligi FBiH – Jug. Uz seniorsku ekipu, NK Međugorje ima kadete i juniore koji nastupaju u Omladinskoj ligi – Jug, te pionire i predpionire koji se natječu u ligi HNŽ-a. Svoje domaće utakmice igraju u Sportskom centru Circle International, na terenu s umjetnom travom.
U sezoni 2022./23. osvajaju prvo mjesto u županijskoj ligi i ostvaruju plasman u Drugu ligu FBiH Jug.

## Pregled plasmana po sezonama
| Sezona    | Rang | Liga                   | Plasman | Izvori |
| --------- | ---- | ---------------------- | ------- | ------ |
| 2016./17. | IV.  | 1. županijska liga HNŽ | 9.      | [ 2 ]  |
| 2017./18. | IV.  | 1. županijska liga HNŽ | 9.      | [ 3 ]  |
| 2018./19. | IV.  | 1. županijska liga HNŽ | 5.      | [ 4 ]  |
| 2019./20. | IV.  | 1. županijska liga HNŽ | 8.      | [ 5 ]  |
| 2020./21. | IV.  | 1. županijska liga HNŽ | 9.      | [ 6 ]  |
| 2021./22. | IV.  | 1. županijska liga HNŽ | 7.      | [ 7 ]  |
| 2022./23. | IV.  | 1. županijska liga HNŽ | 1. ↑    | [ 8 ]  |
| 2023./24. | III. | Druga liga FBiH – Jug  | 4.      | [ 9 ]  |
| 2024./25. | III. | Druga liga FBiH – Jug  | –       |        |

## Poznati igrači i treneri
- Boris Pandža
- Pero Stojkić
- Mile Pehar
- Stanislav Vasilj
- Luka Miletić
- Marko Bencun
- Ivan Peko[1]